# Mimonthophagus hinnulus
Mimonthophagus hinnulus är en skalbaggsart som beskrevs av Johann Christoph Friedrich Klug 1832. Mimonthophagus hinnulus ingår i släktet Mimonthophagus och familjen bladhorningar. Inga underarter finns listade i Catalogue of Life.